# Gambier (Gemeinde)

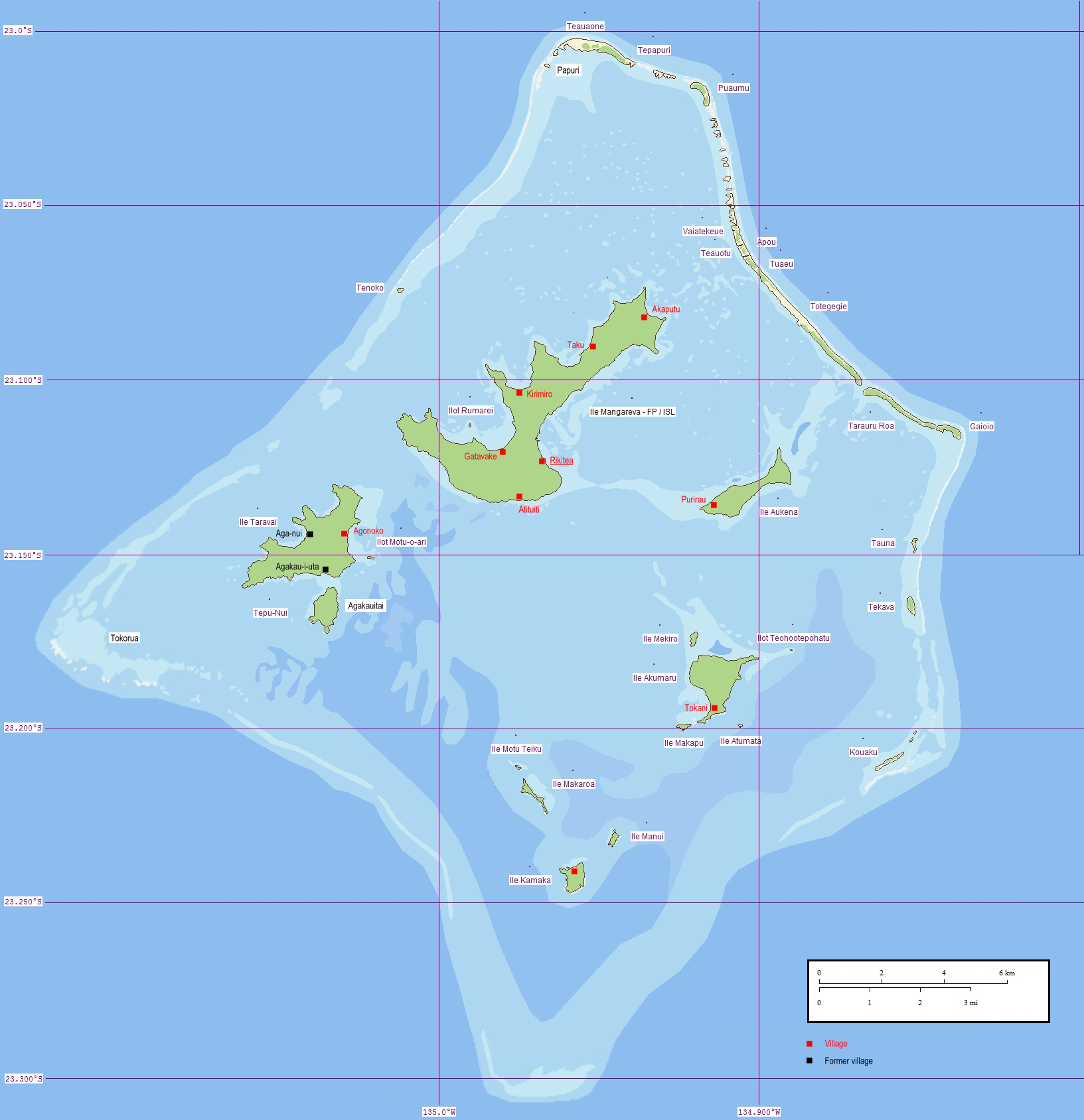
Karte der Gambierinseln.

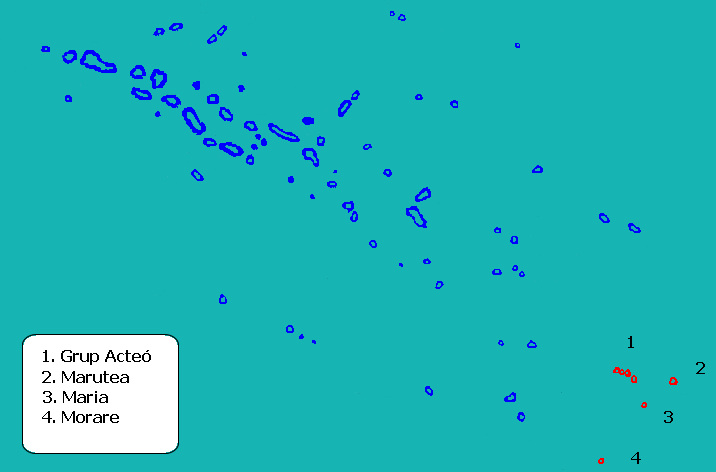
Position der Tuamotu-Atolle der Gemeinde Gambier.

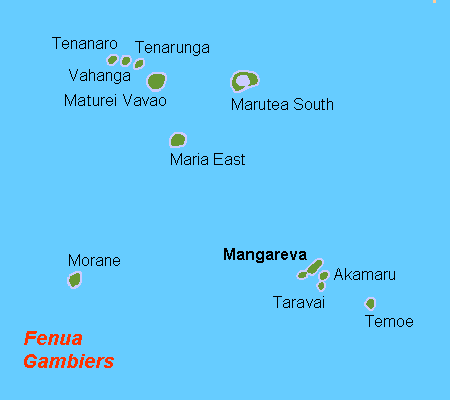
Inseln und Atolle der Gemeinde Gambier.

Gambier ist eine Gemeinde am südöstlichen Ende des Tuamotu-Archipels in Französisch-Polynesien.
Die Gemeinde besteht aus den Gambierinseln (fünf Inseln und mehrere unbewohnte Eilande in einer großen Lagune sowie ein separates Atoll), aus sieben Atollen der Tuamotus und aus drei untermeerischen Riffen südlich und östlich der Gambierinseln. Der Hauptort der Gemeinde ist Mangareva. Der Code INSEE der Gemeinde ist 98719. Die Postleitzahl ist 98755.
| Atoll oder Insel                    | Hauptort  | Einwohner 2002 | Landfläche (km²) | Lagune (km²) | Koordinaten           |
| ----------------------------------- | --------- | -------------- | ---------------- | ------------ | --------------------- |
| Gambierinseln                       |           |                |                  |              |                       |
| Mangareva                           | Rikitea   | 870            | 15,4             | –            | 23° 06′ S, 134° 58′ W |
| Aukena                              | Purirau   | 31             | 1,35             | –            | 23° 08′ S, 134° 54′ W |
| Akamaru                             | Tokani    | 11             | 2,1              | –            | 23° 11′ S, 134° 55′ W |
| Kamaka                              |           | 4              | 0,5              | –            | 23° 15′ S, 134° 57′ W |
| Taravai                             | Agakono   | 3              | 5,7              | –            | 23° 09′ S, 135° 02′ W |
| Agakauitai                          | –         | 0              | 0,7              | –            | …                     |
| Makaroa                             | –         | 0              | 0,2              | –            | …                     |
| Manui                               | –         | 0              | 0,1              | –            | …                     |
| Eilands                             | –         | 0              | 6                | 419          | 23° 08′ S, 134° 57′ W |
| Temoe                               | –         | 0              | 2,1              | 12           | 23° 21′ S, 134° 29′ W |
| Tuamotu-Atolle der Gemeinde Gambier |           |                |                  |              |                       |
| Matureivavao                        | –         | 0              | 2,5              | 18           | 21° 28′ S, 136° 24′ W |
| Tenararo                            | –         | 0              | 2                | 1,6          | 21° 18′ S, 136° 45′ W |
| Tenarunga                           | –         | 0              | 2,2              | 5            | 21° 21′ S, 136° 32′ W |
| Vahanga                             | –         | 0              | 2                | 5            | 21° 20′ S, 136° 39′ W |
| Morane                              | –         | 0              | 2                | 11           | 23° 09′ S, 137° 08′ W |
| Marutea Sud                         | Auorotini | 178            | 14               | 112          | 21° 31′ S, 135° 33′ W |
| Maria Est                           | –         | 0              | 3                | 7            | 22° 01′ S, 136° 11′ W |
| Untermeerische Riffe                |           |                |                  |              |                       |
| Portland-Bank                       | –         | 0              | 0                | 8            | 23° 40′ S, 134° 20′ W |
| Minerve-Riff (Ebril)                | –         | 0              | 0                | 240          | 22° 40′ S, 133° 30′ W |
| Bertero-Riff                        | –         | 0              | 0                | [ 6 ]        | 22° 04′ S, 133° 37′ W |
| Gemeinde Gambier                    | Rikitea   | 1097           | 61               | 591          |                       |

Die vier Atolle Matureivavao, Tenararo, Tenarunga und Vahanga bilden die Gruppe der Actéon-Inseln.